# 阿因
阿因，是西班牙瓦伦西亚自治区卡斯特利翁省的一个市镇。总面积12平方公里，总人口155人（2001年），人口密度13人/平方公里。